# Castillo Matsuyama
El Castillo de Matsuyama (松山城 Matsuyama-jō?) es un castillo japonés que se encuentra en el centro de la Ciudad de Matsuyama de la prefectura de Ehime, en la cima del Monte Katsu (勝山 Katsu-yama?). También es conocido como Castillo de Kinki (金亀城 Kinki-jō?) o como Castillo de Katsuyama (勝山城 Katsuyama-jō?).

## Características
Consta de un cuerpo principal (大天守 daitenshu?) comunicado al cuerpo secundario (小天守 kotenshu?), sumiyagura sur (南隅櫓 minami-sumiyagura?) y sumiyagura norte (北隅櫓 kita-sumiyagura?) a través de pasillos (渡り櫓 watari-yagura?). Por ello se trata de un castillo de cuerpos interconectados (連立式城郭 renritsu-shiki jōkaku?), que junto a los castillos de Himeji y Wakayama (和歌山城 Wakayama-jō?) conforman los tres principales castillos de este tipo de distribución.
También es clasificado como Castillo de Monte Plano (平山城 Hirayama-jiro?), que en realidad hace referencia a un castillo que se construye sobre alguna elevación en una llanura.
Es un Patrimonio Cultural de Importancia (重要文化財 Jūyō Bunkazai?) para Japón.

## Historia
En el año 1602 se inicia su construcción bajo las órdenes de Yoshiaki Kato (加藤嘉明 Katō Yoshi'aki?), un dependiente de Hideyoshi Toyotomi. Desde esta época Yoshiaki Kato empezó a llamar al área Matsuyama (松山?), siendo el origen del topónimo. Tomó una letra de las denominaciones Castillo de Masaki (松前城 Masaki-jō?) y Monte Katsu (勝山 Katsu-yama?), formando la palabra "松山".
Posteriormente pasaría a manos de Tadatomo Gamo (蒲生忠知 Gamō Tadatomo?), nieto de Hideyuki Gamo (蒲生秀行 Gamō Hideyuki?), como consecuencia del traspaso del Han de Matsuyama (松山藩 Matsuyama-han?) de parte de Yoshiaki Kato.
Los siguientes propietarios fueron la Familia Matsudaira (松平家 Matsudaira-ke?), de la mano de Sadayuki Matsudaira (松平定行 Matsudaira Sadayuki?), y desde ese momento encabezaron el Han de Matsuyama hasta 1871. En el año 1871 se abolieron los Han, pasando a denominarse Ken de Matsuyama (松山県 Matsuyama-ken?).
El cuerpo principal estaba proyectado para ser de cinco pisos, pero el proyecto fue modificado y terminó siendo de tres pisos. En lo que respecta a la causa de este cambio, hay muchas versiones, pero se cree que fue debido a la inestabilidad de los cimientos.
En 1784, el castillo principal fue impactado por un rayo por lo que se incendió casi en su totalidad. El castillo principal fue reconstruido entre 1820 y 1854. El castillo sobrevivió la Restauración Meiji, pero gran parte de éste fue destruido durante los bombardeos de las fuerzas norteamericanas durante la Segunda Guerra Mundial. Desde 1996 la ciudad de Matsuyama ha estado realizando trabajos de restauración.